# BSW Sixers
Die BasketballGemeinschaft (BG) BSW Sixers (eigentlicher Vereinsname BG Bitterfeld-Sandersdorf-Wolfen 06 e. V.) ist der größte eigenständige Basketballverein im Landkreis Anhalt-Bitterfeld und wurde am 21. Juni 2006 aus den Basketballabteilungen der Vereine SG Chemie Bitterfeld, SG Union Sandersdorf und SG Chemie Wolfen gegründet. Das Akronym BSW steht dabei für die Ortschaften der beteiligten Vereine aus Bitterfeld, Sandersdorf und Wolfen. Der Verein hat seinen Sitz in Sandersdorf und auch der Austragungsort der Heimspiele der 1. Herrenmannschaft ist hier zu finden. Zusätzlich finden auch Trainingseinheiten in der Turnhalle des Berufsschulzentrum August von Parseval statt.

## Geschichte

### Die Anfänge
Der überraschende Aufstieg der Männermannschaft von Union Sandersdorf in die zweite Regionalliga im Frühling 2006 galt als Auslöser für die Gründung eines eigenständigen Basketballvereins in der Region, der unter anderem eine höherklassige Männermannschaft etablieren sollte. Am 21. Juni 2006 hoben Mitglieder der Basketball-Sparten von Chemie Bitterfeld, Union Sandersdorf sowie Chemie Wolfen die Basketballgemeinschaft Bitterfeld-Sandersdorf-Wolfen 06 aus der Taufe. Der Vorschlag des Mannschaftsspitznamens „BSW Sixers“ kam von Cornelius Damm, der erster Trainer der BSW-Mannschaft wurde.
BSW nahm den Platz in der 2. Regionalliga ein, den Union Sandersdorf durch den Aufstieg errungen hatte, und wurde in der Premierensaison 2006/07 Tabellenvierter. Bester Werfer der Mannschaft im ersten Spieljahr der Vereinsgeschichte war der US-Aufbauspieler Mark Peters, der im Januar 2007 verpflichtet wurde und einen Punkteschnitt von 28,4 erreichte.
Zur Saison 2007/08 übernahm Fritz Espenhahn (ehemaliger Junioren-Nationaltrainer der DDR) das Traineramt und führte die Mannschaft als ungeschlagener Meister der 2. Regionalliga Nord-Ost zum Aufstieg in die 1. Regionalliga. Garanten des Titelgewinns waren unter anderem die drei US-Amerikaner Elton Coffield, Elijah Rouse und Brandon James sowie Centerspieler Thomas Mähne.
In der 1. Regionalliga waren die BSW Sixers als Aufsteiger gleich vorne dabei und beendeten die Saison 2008/09 auf dem vierten Rang. Nach der Saison löste der frühere Bundesliga-Star Keith Gray Espenhahn auf der Trainerbank ab, im Dezember 2009 übernahm mit Chuck Evans ein weiterer ehemaliger Profispieler den Posten. Im Mai 2010 lagen die NBA und die Sixers wegen der Verwechslungsgefahr mit den Philadelphia 76ers im Rechtsstreit, der 2011 außergerichtlich beendet wurde.

### Aufstieg in die 2. Bundesliga ProB
Ende September 2010 trat Evans aus familiären Gründen zurück, der frühere Nationalspieler Stephen Arigbabu wurde als neuer Cheftrainer eingestellt. Unter Arigbabus Leitung wurde die Saison auf dem zweiten Tabellenplatz der 1. Regionalliga Nord beendet. Da Meister BG 74 Göttingen auf den Aufstieg verzichtete, war der Weg für die Sixers in die 2. Bundesliga ProB frei.
In der ersten Saison nach dem Aufstieg (2011/12) landete man in der Vorrunde der ProB Süd auf dem vierten Platz, ehe man im Playoff-Viertelfinale gegen Schwelm ausschied.
Im Juli 2012 vereinbarten die Sixers eine Kooperation mit dem Mitteldeutschen BC, die unter anderem eine Zusammenarbeit im Nachwuchsbereich regelte. Zur Spielzeit 2012/13 wurden die Sixers in die Nordstaffel verschoben. Im Dezember 2012 kam es zur Trennung von Trainer Arigbabu. Tino Stumpf wurde sein Nachfolger und führte die Mannschaft als Tabellenachter in die Playoffs, wo im Viertelfinale das Aus gegen den späteren Meister Bayer Leverkusen folgte.
Im April 2013 reichte Präsident Bernd Gleau, der zu den Sixers-Gründern gehörte, aufgrund von Meinungsverschiedenheiten im Vorstand seinen Rücktritt ein. Sein Nachfolger im Präsidentenamt wurde der bisherige Manager Maik Leuschner.
Im Mai 2013 wechselte Stumpf auf den Posten des Sportlichen Leiters, neuer Cheftrainer wurde Torsten Schierenbeck. Nach acht Niederlagen am Stück musste Schierenbeck im Dezember 2013 gehen, Stumpf kehrte auf den Trainerposten zurück und hielt die Mannschaft in der ProB. In der Saison 2014/15 stiegen die BSW Sixers als Tabellenletzter der ProB Nord in die 1. Regionalliga ab.

### Wieder in der Regionalliga
Unter Stumpfs Leitung landete die Mannschaft in der Saison 2015/16 auf dem dritten Tabellenplatz der 1. Regionalliga Nord. Im Juni 2016 wurde der Tscheche Tomáš Grepl als neuer BSW-Cheftrainer und Nachwuchsleiter beim Kooperationspartner MBC in Personalunion vorgestellt. Er leitete die Mannschaft in der Saison 2016/17 auf den vierten Rang in der Abschlusstabelle der 1. Regionalliga Nord.

### Zurück in der 2. Bundesliga ProB
Durch einen 102:42-Sieg über Bremen sicherte sich BSW unter Grepl am 18. März 2018 den Meistertitel in der 1. Regionalliga Nord und schaffte damit den sportlichen Aufstieg in die 2. Bundesliga ProB. Bester Korbschütze der Meistermannschaft war der Litauer Eimantas Stankevicius (17,2 Punkte je Begegnung), dicht gefolgt vom US-Amerikaner Terrence Williams (17,1 Zähler pro Spiel).
In der Sommerpause 2019 übernahm Sebastian Ludwig das Traineramt, Grepl hatte ein Angebot aus Tschechien angenommen und dieses Anfang April 2019 angetreten. Zu Beginn der Saison 2019/20 holte die Mannschaft angeführt vom kroatischen Spielmacher Luka Petković aus den ersten neun Spielen acht Siege und stand an der Tabellenspitze. Die Hauptrunde wurde nach einer durchwachsenen Rückrunde und sieben Niederlagen in den letzten zehn Spielen dann aber nur auf dem siebten Platz abgeschlossen. Die dann anstehenden Playoffs wurden auf Grund der COVID-19-Pandemie nicht mehr ausgetragen. Zur Saison 2020/21 holten die Vereinsverantwortlichen mit Đorđe Pantelić einen Spieler mit Bundesliga-Erfahrung. Wegen der im Rahmen der Pandemie erlassenen Einschränkungen fanden bis auf das erste Heimspiel alle Spiele ohne Zuschauer statt. Am Ende der Hauptrunde belegte man den vierten Platz. Im leicht veränderten Playoff-Modus überstanden die Mannschaft die erste Runde. Gegen die Dresden Titans endete die Saison nach Niederlage dann im Viertelfinale.
Im Sommer 2021 ging Ludwig, sein vorheriger Assistent Christopher Schreiber wurde ins Cheftraineramt befördert. Mit Luka Petković verließ ebenfalls ein langjähriger Leistungsträger (seit 2017) den Verein. Im Spieljahr 2021/22 erreichte die Mannschaft wieder das Viertelfinale, dort schied man gegen Wolmirstedt aus.
Zur Saison 2022/23 verließ der beste Korbschütze der Mannschaft der vergangenen Saison, Vincent Friederici, den Verein. Er wechselte zum Zweitligisten SG ART Giants Düsseldorf. Auch der Litauer Lukas Kazlauskas, der Däne Frederik Rungby und der Bosnier Sandro Antunović gingen. Mit dem erfahrenen US-Amerikaner Donte Nicholas (zum Zeitpunkt der Verpflichtung 35 Jahre alt) und dem Letten Kristaps Kilps kamen dafür zwei neue ausländische Spieler hinzu. Zwar verloren die Sixers den Saisonauftakt bei den EN Baskets Schwelm, gewannen jedoch im Anschluss sechs Spiele in Folge und übernahmen zwischenzeitlich die Tabellenführung. Nach einer Heimniederlage gegen den RSV Eintracht 1949 musste die Mannschaft von Trainer Christopher Schreiber diese jedoch wieder am SSV Lokomotive Bernau abgeben. Trotzdem beendete man die Hauptrunde der Saison 2022/23 auf dem zweiten Platz der Nord-Staffel.
Im Achtelfinale der Playoffs traf die Mannschaft auf den TSV Oberhaching. Nach einem furiosen 105:66 im ersten Spiel, setzten sich die Sixers im zweiten Spiel auswärts mit 71:65 durch. Damit erreichten sie wie im Vorjahr das Viertelfinale. Gegen die Skyliners Frankfurt II setzten sich Kapitän Marco Rahn und seine Mannschaftskameraden ebenfalls mit 2:0 durch. Damit standen die BSW Sixers erstmals in ihrer Vereinsgeschichte im ProB-Halbfinale. Gegen den Aufstiegsfavoriten EPG Baskets Koblenz musste die Mannschaft aus Sachsen-Anhalt zunächst auswärts antreten. Nach zehn Siegen in Serie verlor die Mannschaft auswärts mit 86:95. Da auch das darauffolgende Heimspiel mit 78:96 verloren ging, schied die Mannschaft aus.
Noch während der laufenden Saison verlängerten Trainer Christopher Schreiber und US-Amerikaner Donte Nicholas ihre auslaufenden Verträge um je eine weitere Saison. Im März 2024 ging Schreibers Amtszeit zu Ende. Dirk Fuchs und Daniel Montag übernahmen als Gespann bis zum Ende der Saison 2023/24 die Traineraufgabe. Im Mai 2024 wurde der Slowake Lukas Varga als neuer Cheftrainer eingestellt.

## Bilanz der letzten Jahre
- 2006/2007 → 04. Platz in der 2. Regionalliga Ost
- 2007/2008 → 01. Platz in der 2. Regionalliga Ost (Aufstieg)
- 2008/2009 → 04. Platz in der 1. Regionalliga Nord
- 2009/2010 → 07. Platz in der 1. Regionalliga Nord und Erreichen des Achtelfinales im DBB-Pokal[45]
- 2010/2011 → 02. Platz in der 1. Regionalliga Nord (Aufstieg)
- 2011/2012 → 04. Platz in der 2. Bundesliga ProB Süd (Aus in der 1. Runde der Play-offs)
- 2012/2013 → 08. Platz in der 2. Bundesliga ProB Nord (Aus in der 2. Runde der Play-offs)
- 2013/2014 → 09. Platz in der 2. Bundesliga ProB Nord
- 2014/2015 → 13. Platz in der 2. Bundesliga ProB Nord (Abstieg)
- 2015/2016 → 3. Platz in der 1. Regionalliga Nord
- 2016/2017 → 4. Platz in der 1. Regionalliga Nord
- 2017/2018 → 1. Platz in der 1. Regionalliga Nord (Aufstieg)
- 2018/2019 → 9. Platz in der 2. Bundesliga ProB Nord (1. Platz in der Abstiegsrunde)
- 2019/2020 → 7. Platz in der 2. Bundesliga ProB Nord (keine Austragung der Meisterrunde wegen SARS-CoV-2)
- 2020/2021 → 4. Platz in der 2. Bundesliga ProB Nord (Aus in der Viertelfinalrunde)[28]
- 2021/2022 → 6. Platz in der 2. Bundesliga ProB Nord (Aus im Viertelfinale)[46]
- 2022/2023 → 2. Platz in der 2. Bundesliga ProB Nord[47] (Aus im Halbfinale)[48]
- 2023/2024 → 9. Platz in der 2. Bundesliga ProB Nord
- 2024/2025 → 4. Platz in der 2. Bundesliga ProB Nord (Aus im Viertelfinale)[49]

## Aufgebot
| Spieler | Spieler            | Spieler                | Spieler    | Spieler | Spieler | Spieler                           |
| Nr.     | Nat.               | Name                   | Geburt     | Größe   | Info    | Letzter Verein                    |
| ------- | ------------------ | ---------------------- | ---------- | ------- | ------- | --------------------------------- |
|         |                    | Guards (PG, SG)        |            |         |         |                                   |
| 2       | Deutschland        | Felix Schwabe          | 26.06.2004 | 1,93 m  |         | Mitteldeutsche Basketball Academy |
| 6       | Deutschland        | Ole Sievers            | 16.07.2002 | 1,86 m  |         | Mitteldeutsche Basketball Academy |
| 8       | Deutschland        | Nico Wenzl             | 11.04.2001 | 1,85 m  |         | Gladiators Trier                  |
| 10      | Deutschland        | Johann Tölle           | 08.10.2002 | 1,81 m  |         | Dresden Titans                    |
| 25      | Deutschland        | Moritz Schneider       | 17.09.1999 | 1,91 m  |         | Iserlohn Kangaroos                |
| 55      | Deutschland        | Ralph Immacule Hounnou | 16.01.2002 | 1,93 m  |         | Dragons Rhöndorf                  |
|         |                    | Forwards (SF, PF)      |            |         |         |                                   |
| 1       | Deutschland        | Moritz Heck            | 19.02.2002 | 2,01 m  |         | Team Ehingen Urspring             |
| 3       | Deutschland        | Tim Martinez           | 28.06.2002 | 1,95 m  |         | White Wings Hanau                 |
| 15      | Vereinigte Staaten | Donte Nicholas         | 13.03.1987 | 1,96 m  |         | BBC-US-Heffingen                  |
| 35      | Lettland           | Kristaps Kilps         | 20.03.2001 | 1,96 m  |         | BK Ventspils                      |
|         |                    | Center (C)             |            |         |         |                                   |
| 31      | Deutschland        | Hendrik Warner         | 22.02.2002 | 2,08 m  |         | SSV Lokomotive Bernau             |

| Trainer                | Trainer               | Trainer          |
| Nat.                   | Name                  | Position         |
| ---------------------- | --------------------- | ---------------- |
| Deutschland            | Christopher Schreiber | Cheftrainer      |
| Vereinigte Staaten     | Darren Stackhouse     | Assistenztrainer |
| Kapitän der Mannschaft | Mannschaftskapitän    |                  |
| Quellen                |                       |                  |
| Teamhomepage           |                       |                  |
| Ligahomepage           |                       |                  |
| Stand: 15.07.2023      |                       |                  |

|}

## Trainer 1. Mannschaft
- 2006–2007: Cornelius Damm
- 2007–2009: Fritz Espenhahn
- 2009:00000 Keith Gray
- 2009–2010: Chuck Evans
- 2010–2012: Stephen Arigbabu
- 2012–2013: Tino Stumpf
- 2013–2014: Torsten Schierenbeck
- 2014–2016: Tino Stumpf
- 2016–2019: Tomáš Grepl
- 2019–2021: Sebastian Ludwig
- 2021–03/2024: Christopher Schreiber
- 03/2024–04/2024: Dirk Fuchs/Daniel Montag
- seit 05/2024: Lukas Varga